# برکن ریج (کوئینزلند)
برکن ریج (به انگلیسی: Bracken Ridge) یک حومه شهر در استرالیا است که در کوئینزلند واقع شده‌است.